# マイア・ヒラサワ
マイア・ヒラサワ（Maia Hirasawa、1980年5月5日 - ）は、スウェーデンの女性シンガーソングライター。マヤ・ヒラサワと呼ばれることもある。ストックホルム県ソーレントゥーナ市出身の日系スウェーデン人。

## 来歴
父親が日本人、母親がスウェーデン人。スウェーデン王国ストックホルム県ソーレントゥーナ市生まれ。ヨーテボリに居住。2011年（平成23年）時点で祖父が長崎県在住。
10歳でクラシカル・ピアノを始め、15歳でクワイアーに入団。21歳の頃から自身で作詞作曲を始め、やがて、アニカ・ノリーンが主宰するバンド「ハロー・セーフライド」にバックアップシンガーとして参加した。
2007年初めからソロ活動を始め、1stシングル "And I Found This Boy" がスウェーデン国内のラジオ局でヘヴィー・ローテーションされた。2ndシングル "Gothenburg"の発表後、夏季にはスウェーデン国内ツアーを行い、Allsång på Skansen、Hultsfred Festival、Peace & Love、Arvika Festival などの音楽フェスティバルにも参加した。
2008年1月には P3 Guld ナショナル・ラジオ・アワードにおいて最優秀新人賞を受賞し、スウェディッシュ・グラミー賞において数部門でノミネートされた。1stおよび2ndシングルが収録されたアルバム『Though, I'm Just Me - NEW EDITION』で4月22日にゴールドディスクを獲得し、スウェーデン国内のiTunesチャートで2週連続のナンバーワンを記録した。
2010年（平成22年）1月、1st EP「Dröm bort mig igen」をスウェーデン国内でリリースした後、1年間の休暇のつもりで日本に渡り、恋人の勤務地である宮城県仙台市に住んで、独学や週2回の語学学校で日本語の勉強をするなどして暮らしていた。3月22日、東京の原宿UCでライブを行うとやがて曲作りをするようになり、仙台の自宅につくった簡易スタジオで "It Doesn't Stop" を作曲（歌詞に Sendai が入る）。8月から同曲は花王「エッセンシャル」のCMソングとして日本で流れ始めた。新曲 "Nerumare" を提供した大塚製薬「ポカリスエット」のCMの放送開始に同期して10月5日には日本語公式サイトも立ち上げ、10月20日には "It Doesn't Stop" で日本メジャー・デビューし、11月からは仙台・東京・大阪・福岡・名古屋でライブ活動も行った。
2011年（平成23年）1月に1年間の仙台滞在を終えて東京に移り、1月19日に日本でのデビューアルバムにあたる『Maia Hirasawa』を発表して、その後はレコーディングなどの仕事をしていた。その間、Billboard JAPAN「Hot Top Airplay」で "It Doesn't Stop" が2週連続（1月31日付および2月7日付）で第1位となった。
3月9日、新曲 "Boom!" を提供したJR九州「祝!九州キャンペーン」のCMが放送開始された。これを機に3月17日にスウェーデンに帰国することにしたため、帰国前に仙台の友達に会いに行こうと3月11日に東京駅に向かっていたところ、池袋駅にて東北地方太平洋沖地震（東日本大震災）が発生し、東京に足止めされた。3月14日、震災の救援に役立ててもらおうと、収益の全てを日本赤十字に寄付するとした曲 "FRAGILE" を発表。東日本の鉄道網が被災したため、仙台に行くことが出来ないまま帰国した（日本ツアーのため5月に再来日した際、仙台の友人との再会を果たした）。
震災による自粛ムードで曲を提供していたJR九州「祝!九州キャンペーン」のCMが放送中止となる中、ある個人が動画投稿サイト「YouTube」にアップロードしていた同CMのアクセス数やコメント数が急増する現象がおきた。すると4月22日、日本テレビ系列『スッキリ!!』が、同CMの作成秘話や放送中止の過程、動画へのコメント、CM曲を提供したヒラサワへのインタビュー映像などを全国放送した。5月18日には同CM曲となっていた "Boom!" が発売され、5月30日付のBillboard JAPAN「Hot Top Airplay」で第1位となった。同CMは6月2日にギャラクシー賞を、6月下旬に開催されたカンヌ国際広告祭2011では、アウトドア部門で金賞、メディア部門で銀賞、フィルム部門で銅賞を受賞し、CM曲を提供したヒラサワへの注目も集まった。
2015年（平成27年）7月11日（東日本大震災の月命日）、震災の被害から復旧し同年5月30日に全線開通したJR仙石線（宮城県仙台市・あおば通駅 - 同石巻市・石巻駅）沿いで開催された「SENSEKI TRAIN FES」に出演した。

## ディスコグラフィー

### シングル
- 2007年3月7日 - And I Found This Boy
- 2007年5月30日 - Gothenburg
- 2007年6月4日 - Mattis & Maia（配信限定）
- 2008年3月16日 - The Worrying Kind （The Ark カバー曲）
- 2009年2月25日 - South Again
- 2010年6月4日 - The Wrong Way（配信限定）
- 2010年6月4日 - Come With Me (feat. Nicolai Dunger)（配信限定）
- 2010年10月20日 - It Doesn't Stop (配信限定)
- 2010年11月10日 - Nerumare （toe feat.マイア・ヒラサワ） (配信限定)
- 2011年11月9日 - We Got It (配信限定)
- 2011年11月9日 - The Real Me Song (配信限定)
- 2011年11月30日 - The Gift (配信限定)
- 2012年 - The Best Team
- 2013年4月24日 - Lights Are Out（配信限定）
- 2013年8月30日 - Back To the Start（配信限定）
- 2013年9月8日 - Sarah（配信限定）
- 2014年1月8日 - 子守唄（配信限定）
- 2014年4月30日 - HAPPIEST FOOL（配信限定）
- 2014年11月5日 - FIGHT WITH LOVE（配信限定）
- 2016年9月9日 - Rusar（配信限定）
- 2016年12月1日 - Let It Snow（配信限定）
- 2017年2月10日 - Kärleken（配信限定）
- 2020年9月4日 - This Is Just Life（配信限定）
- 2020年11月20日 - Äldre（配信限定）
- 2021年2月12日 - Jag älskar dig（配信限定）
- 2022年6月28日 - Jag kommer alltid ha mitt hjärta i SFK（配信限定）
- 2023年5月31日 - Boom! - Unite（配信限定）

### アルバム
- 2007年4月4日 - Though, I'm Just Me
- 2008年3月17日 - Though, I'm Just Me - NEW EDITION
- 2009年3月25日 - GBG vs STHLM
- 2011年1月19日 - Maia Hirasawa
- 2012年1月25日 - We Got It
- 2013年5月22日 - What I Saw
- 2014年1月15日 - The Japan Collection
- 2016年7月6日 - ビューティフル・アンド・アグリー

### ミニアルバム
- 2011年5月18日 - Boom!

### EP
- 2006年 - The My New Friend EP
- 2010年1月26日 - Dröm bort mig igen
- 2019年10月23日 - BETTER

## タイアップ
| 曲名                             | タイアップ                                            |
| -------------------------------- | ----------------------------------------------------- |
| It Doesn't Stop                  | 花王「エッセンシャル」CMソング                        |
| The Best Team                    | 花王「エッセンシャル」CMソング                        |
| ネルマレ 〜After long tomorrow〜 | 大塚製薬「ポカリスエット」CMソング 『たけしと少女』篇 |
| Here I am                        | トヨタ「レクサスCT200h」CMソング 『ブルーシティ』篇   |
| Boom!                            | JR九州「祝!九州キャンペーン」CMソング                 |
| We Got It                        | キリンビール「とれたての東北に乾杯！」CMソング        |
| The Real Me Song                 | ルミネ有楽町 「オープン・キャンペーン」 CMソング      |
| The Ones                         | エレクトロラックス「エルゴスリー」CMソング            |
| The Lights                       | NHK BSプレミアム プレミアムドラマ「恋愛検定」主題歌   |
| You Will Always                  | マルハニチロ食品「企業・おいしい人生」CMソング        |
| 子守唄                           | NHK総合 ドラマ10「紙の月」主題歌                      |
| Happiest Fool                    | 映画「WOOD JOB! 〜神去なあなあ日常〜」主題歌          |
| A WAY FOR US                     | 大東建託 DK SELECT CMソング                           |
| FIGHT WITH LOVE                  | NHKBS1 「GREAT RACE」 テーマソング                    |